# Jan (država)
Jan (kitajsko 燕, pinjin Yān) je bila staroveška kitajska država v obdobju dinastije Džov. Glavno mesto Jana je bil Dži, kasneje znan kot Jandžing in zdaj kot Peking. V obdobju vojskujočih se držav se je dvor včasih preselil v drugo prestolnico  Šjadu.
Zgodovina Jana se je začela v Zahodnem Džovu v zgodnjem 1. tisočletju pr. n. št. Po padcu avtoritete kraljev Džova v obdobju pomladi in jeseni v 8. stoletju pr. n. št. je Jan preživel in postal ena od  najmočnejših držav na Kitajskem. V obdobju vojskujočih se držav od 5. do 3. stoletja pr. n. št. je bil Jan ena zadnjih držav, ki so jo osvojile vojske Čin Ši Huanga, prvega cesarja Čina. Jan je padel leta 222 pr. n. št., leto pred razglasitvijo cesarstva Čin. Po propadu dinastije Čin leta 207 pr. n. št. je Jan doživel kratko obdobje neodvisnosti, vendar ga je sčasoma prevzel zmagoviti Han. 
Na svojem vrhuncu se je Jan raztezal od Rumene reke, ki je takrat tekla bolj severno, do reke Jalu in od gora Šanšija do polotoka Liaodong. Kot najbolj severovzhodna od vseh kitajskih držav v tem obdobju se je Jan soočal z vdori stepskih nomadov in kot tak zgradil velike obrambne zidove. 

## Zgodovina
Po pisanju Sima Čjana v Zapisih velikega zgodovinarja  je kralj Vu iz Džova po bitki pri Mujeju leta okoli 1046 pr. n. št. odstavil kralja Džova iz Šanga in plemičem v svoji domeni, vključno z vladarji Jana, podelil nove naslove.
V 11. stoletju pr. n. št. je bila prestolnica Jana na najdišču Liulihe v sedanjem Pekingu. Tam so odkrili veliko obzidano naselbino in več kot 200 plemiških grobnic. Med najpomembnejšimi najdenimi predmeti je bronast ding z besedilom, ki opisujejo potovanje najstarejšega sina vojvode Jana z darili za kralja Džova v sedanjem Šjanu. Jan je bil nagrajen z visokim položajem na kraljevem dvoru. 
Nekaj časa v 7. stoletju pr. n. št. v poznem Zahodnem Džovu ali zgodnjem Vzhodnem Džovu je Jan prevzel državo Dži, manjše kraljestvo na severu, in svojo prestolnico preselil v Dži v današnjem okrožju Šičeng v Pekingu. 
Na jugu je Jan mejil na državi Džao in Či, ki sta bili njegovi glavni tekmici. Gorata meja na zahodu med Džaom in Janom je postala območje pogostih spopadov med njima. Vojne med njima so se običajno zavlekle v pat položaj in za končanje zahtevale pomoč drugih kraljestev. 
Na prelomu 3. stoletja pr. n. št. je general Čin Kaj sprožil vrsto kampanj proti Donghujem  in Gojoseonu ter potisnil meje kraljestva skoraj tisoč kilometrov proti vzhodu do severozahodnega Korejskega polotoka. Na Janovih novih severnih mejah je bil za obrambo pred Donghuji zgrajen Veliki zid in ustanovljenih pet poveljstev: Šanggu, Jujang, Joubejping, Ljaoši in Ljaodong. 
Zdi se, da države Centralne nižine in sosednje države, tudi Čin, niso kdo ve kako prevzemale kulture Jana.  Med arheološkimi najdbami v Janu so bili tudi okrasni predmeti, popisani s kitajsko pisavo, vendar so bili slogovno bolj podobni ornamentom severnih nomadskih plemen. Denar Jana je imel obliko noža, ki je bila tesno povezana z obliko denarja nomadskih ljudstev. Takšen denar je bil morda izdelan posebej za trgovanje z nomadi, kar kaže na pomembnost trgovinskih odnosov z njimi.
Najmočnejši nasprotnik Jana je bil Či, ena najmočnejših držav na Kitajskem. Leta 325 pr. n. št. se je v Janu začela nasledstvena kriza, ko je kralj Dzikuaj simbolično odstopil s prestola v korist svojega ministra Dzidžija, da bi dokazal svojo ponižnost. Minister je to izkoristil in prevzel oblast v državi. Krizo je izkoristil Či. Leta 314 pr. n. št. je vdrl v Jan in v nekaj mesecih osvojil praktično celo državo. Zaradi neprimernega vedenja vojske Čija se je prebivalstvo uprlo in pregnalo okupatorsko vojsko. Janov novi kralj Džao je nato sklenil zavezništvo z Džaom, Činom, Hanom in Vejem za skupen pohod proti Čiju. Združena vojska pod poveljstvom briljantnega taktika Jue Jija je bila zelo uspešna. V enem letu je padla večina od Čijevih sedemdeset obzidanih mest, z izjemo Dzimuja in Luja. Po smrti kralja Džaoja in izgonu Jue Jija v Džao na zahtevo novega kralja Veja iz Hana je generalu Tian Danu uspelo ponovno zavzeti vsa mesta petih kraljestev. 
Jan je kljub vojnam preživel obdobje vojskujočih se držav. Leta 227 pr. n. št. je prestolonaslednik Dan poslal morilca Džing Keja, da bi ubil kralja Čija, kasnejšega cesarja Čin Ši Huanga, v upanju, da bo končal grožnjo Čina. Načrt ni uspel, ker so Džing Keja ujeli in ubili. Presenečen in besen kralj Čina je pozval generala Vang Džjana, da uniči Jan. General je naslednje leto uničil glavnino Janove vojske pri  zamrznjeni reki Ji. Kralj Ši je pobegnil na polotok Ljaodong. 
Leta 222 pr. n. št. je padel tudi Ljaodong in Čin je zasedel državo Jan. Jan je bil predzadnja država, ki je padla. Z njegovim uničenjem sta bili zapečateni tudi usodi preostalih dveh kraljestev. Leta 221 pr. n. št. je Čin osvojil celo Kitajsko, končal obdobje vojskujočih se držav in ustanovil dinastijo Čin.

### Medvladje po propadu Čina
Leta 207 pr. n. št. je dinastija Čin propadla in na Kitajskem se je ponovno začela državljanska vojna. Kralj Vu Čen iz Džaoja je čez nekaj časa poslal generala Han Guanga, da za Džao osvoji Jan. Po njegovi osvojitvi se je za kralja Jana razglasil kar general Han Guang. Novi kralj je poslal generala Dzang Tuja, da pomaga Šjang Juju iz  Čuja v njegovi vojni proti Činu. Ko se je Dzang Tu vrnil, bi moral Han Guang odstopiti in postati kralj Ljaodonga. Ker je Han Guang zahtevo zavrnil, so ga ubili in kralj Jana je postal Dzang Tu. 
Dzang Tu je med vojno med Hanom in Čujem podredil Jan dinastiji Han, da bi obdržal svoj položaj. Ko se je vojna končala, se je uprl. Liu Bang, kasneje cesar Gaodzu iz Hana, je poslal Fan Kuaija in Džov Boja, da zadušita upor. Dzang Tuja sta ujela in usmrtila. Njegov sin Dzang Jan je pobegnil v izgnanstvo med Šjongnuje. 
Lu Van je postal novi kralj Jana in vladal večino Liu Bangovega kraljevanja, dokler ni cesar odkril, da je poslal svoje odposlance na dvora upornikov Čen Šija in Šjongnu Moduja. Ko so Lu Vana poklicali na zagovor, se je pretvarjal, da je bolan, in nato pobegnil k Šjongnuju. Tam so ga do njegove smrti častili kot kralja vzhodnih nomadov Donghujev. Jan je  prišel pod neposredno oblast dinastije Han in bil obravnavan kot knežja apanaža. 

## Kultura in družba
Preden je država Čin leta 221 pr. n. št. združila Kitajsko, je imela vsaka regija svoje edinstvene običaje in kulturo. Vladajoči razredi so imeli večinoma enako skupno kulturo. V Ju gongu (Pokloni Juju), delu Knjige dokumentov, ki je bil najverjetneje sestavljen v 4. stoletju pr. n. št., avtor opisuje Kitajsko, razdeljeno na devet regij. Vsaka regija je imela svojo značilno kulturo in izdelke. Osrednja tema Ju gonga je, da se je teh devet regij s potovanji modreca Juja Velikega in pošiljanjem edinstvenih dobrin vsake regije v prestolnico kot poklon, združilo v eno državo. Razlike v kulturi opisujejo tudi druga besedila.
Eno od teh besedil je Knjiga mojstra Vuja, napisana kot odgovor na vprašanje markiza Vuja iz Veja o tem, kako se soočiti z drugimi državami. Avtor dela Vu Či  je izjavil, da sta  vlada in narava ljudi odsev okolje, v katerem živijo. O Janu je rekel: 
"Janove obrambne formacije so trdne, vendar niso prožne",
in: 
"Jani so iskreni in neposredni ljudje. Delujejo preudarno, ljubijo pogum in cenijo pravičnost in se redko  poslužujejo prevare. Tako blestijo v obrambnih položajih, vendar so nepremični in neprilagodljivi. Če jih želite premagati, takoj pritisnite z majhnimi napadi in se hitro umaknite. Ko se odzovejo na napad, bi morali ohraniti razdaljo. Napasti je treba tudi zaledje, kjer in ko to najmanj pričakujejo. Ko se umaknejo, da bi se soočili z novo grožnjo, jih lovite. To bo zmedlo njihove generale in ustvarilo tesnobo v njihovih vrstah. Če se izognete spopadu z njihovimi močnimi točkami in uporabite svoje oklepne kočije za postavljanje zased, lahko ujamete njihove generale in zagotovite zmago."

## Vir
- Lewis, Mark Edward (2007). The Early Chinese Empires: Qin and Han. London: Belknap Press. ISBN 978-0-674-02477-9.